# HMD Global
HMD Global Oy，品牌简写为HMD，风格化hmd.，中文名称赫名迪，是一家以品牌开发Android手機设备的芬兰公司。它由曾在诺基亚擔任副總裁與產品经理的Jean-Francois Baril于2016年創辦，富智康收购了微软移动的功能机业务，HMD則取得诺基亚品牌未來10年獨家使用權，以及一份授权许可协议。此收购于2016年12月完成。该公司目前由執行長Florian Seiche领导，总部设在赫尔辛基附近的埃斯波。
HMD由诺基亚资深工作人员组成，该公司制作功能手机，以及使用Android平台的智能手机和平板电脑。而產品的制造和分销則由富士康的FIH Mobile部门执行。雖然诺基亚本身并未直接在HMD投资，但有一名董事会成员代表，可设定强制性要求，并将收到专利的授权使用费，及授权HMD研发产品的属性。

## 历史
Nokia曾经是全球最大的手机制造商，其後因蘋果公司的iPhone智能手機崛起，以及轉用微軟的手機作業系統Windows Phone的战略失敗后，最終在2014年将它的手机业务出售给微软，並组成了微软移动。诺基亚將其公司品牌及“Lumia”商標授權予微软使用，但在功能手机上則仍然使用其品牌。尽管诺基亚在手机市场垮台，其品牌仍然广受信任和认可，公司決策層決定授權品牌予新成立的HMD Global。
2016年5月18日，微软宣布售出其功能手机业务，并将其描述为“没有必要的额外业务”。它的一部分被售出至HMD Global，一家基本上由之前的诺基亚员工组成的全新的芬兰公司。HMD与诺基亚签订了一份授权许可协议，授予HMD在未来十年在全球手机和平板电脑上的“诺基亚”品牌的唯一使用权（“Lumia”商標則繼續由微軟持有），以及蜂窝标准必要专利许可和从微软获得的设计权。诺基亚称这一举措是“世界上标志性手机品牌之一和领先的移动操作系统的结合”。微软移动的功能手机业务（包括工厂）則被台湾企业富士康的子公司FIH Mobile收购，该公司同時也負責制造及分销HMD产品。HMD和FIH Mobile的总销售额均达到3.5亿美元。

HMD標誌與口號(2016-2024)

微软移动业务对HMD和FIH Mobile的出售于2016年12月1日完成，新的诺基亚设备预计将于2017年发布。随后，HMD展示了一个新的标志和口号⸺“诺基亚手机之家”，而诺基亚网站也再次列出手機设备出售。HMD預算會在未来三年花费達5亿美元支持新产品的营销。该公司出品的首款设备Nokia 150于2016年12月发布，而出品的首款Android智能手机Nokia 6于2017年1月8日在CES发布，专为中国市场研发。
2024年，HMD Global調整社群媒體帳號名稱並啟用全新官網，宣布將推出原創設計的HMD Global品牌裝置及全新品牌合作手機。HMD表示，HMD的三個英文字母象徵著「Human Mobile Devices」，即以人本為目標打造行動裝置。2025年1月，HMD官网下架了诺基亚所有的智能手机，仅保留诺基亚功能机。

## 运营

### 职员
董事長陳偉良曾任富智康集團董事長兼CEO。公司首席执行官Arto Nummela在1994年加入诺基亚，并于2014年起在微软移动工作。Florian Seiche将担任总裁职位，他曾于诺基亚、西门子、Orange股份有限公司和HTC任职。2016年8月15日，Rovio娱乐前首席执行官Pekka Rantala成为HMD的首席营销官，并称诺基亚将“再次兴起”。Rantala先前于1994年至2011年在诺基亚担任过多个职位。

### 总部
HMD总部原本位于芬兰埃斯波卡拉波尔蒂区（Karaportti）诺基亚公司园区内的第二建筑楼，在诺基亚总部的街道对面。2018年11月，HMD搬至埃斯波内的勒派瓦拉区（Leppävaara），地址为“Bertel Jungin aukio 9”。FIH Mobile的子公司TNS Mobile Oy也位于同一幢办公楼内，该公司经销HMD的产品。HMD其他的主要办事处位于英国伦敦和中国深圳。

### 法律
HMD由Smart Connect LP所有，这是一个由Jean-François Baril部分管理的私人股本基金会，他曾于1999年至2012年任诺基亚高级副总裁，也曾于惠普、Compaq和很多其他业务工作。根据芬兰的组织数据库，HMD Global有限公司最初于2015年11月9日成立。

## 系統

### Android
HMD與Google合作，於Nokia品牌智能手機搭載Google的Android作業系統。HMD基於接近原生Android的產品推廣訴求，聲稱不包含臃腫的附加軟體，與其他原始設備製造商相較之下，手機將獲得更快的系統更新。

### Smart Feature OS
Smart Feature OS是为功能手机提供部分智能手机功能的移动操作系统。初登场于Nokia 3310 3G以及Nokia 8110 4G。在前者上该系统基于Java，而在后者上该系统基于KaiOS构建。新的基于KaiOS构建的系统版本与许多谷歌服务整合在一起。

## 产品

### 诺基亚品牌
HMD Global以“Nokia”品牌製造設備。该公司与Nokia签署了一项协议，允许在其设备上使用Nokia品牌。
Android手机：
- Nokia 9系列：Nokia 9 PureView
- Nokia 8系列：Nokia 8、Nokia 8 Sirocco、Nokia 8.1、Nokia 8.3 5G [34]
- Nokia 7系列：Nokia 7、Nokia 7 Plus、Nokia 7.1、Nokia X7、 Nokia 7.2、Nokia X71
- Nokia 6系列：Nokia 6、Nokia 6 第二代、Nokia X6、Nokia 6.2
- Nokia 5系列：Nokia 5、Nokia 5.1、Nokia X5、Nokia 5.3 [35]、Nokia 5.4[36]
- Nokia 4系列：Nokia 4.2
- Nokia 3系列：Nokia 3、Nokia 3.1、Nokia 3.1 Plus、Nokia 3.2、Nokia 3.4[37]
- Nokia 2系列：Nokia 2、Nokia 2.1、Nokia 2.2 、 Nokia 2.3、Nokia 2.4
- Nokia 1系列：Nokia 1、Nokia 1 Plus
- Nokia C系列：Nokia C1、Nokia C1 Plus、Nokia C01 Plus、Nokia C21、Nokia C30、Nokia C31
- Nokia G系列：Nokia G10、Nokia G20、Nokia G21、Nokia G50、Nokia G60、Nokia G100、Nokia G300、Nokia G400
- Nokia X系列：Nokia XR20、Nokia X10、Nokia X20、Nokia X100、Nokia X30

经典手机：
- Nokia 210
- Nokia 8110 4G
- Nokia 2720 Flip 4G
- Nokia 800 Tough 4G
- Nokia 3310
- Nokia 106
- Nokia 130
- Nokia 105
- Nokia 150
- Nokia 5310 [38]
- Nokia 6310[39]
- Nokia 8000 4G[40]
- Nokia 6300 4G[40]

### HMD品牌
Android手机：
- HMD Skyline, HMD Fusion, HMD Pluse, HMD Pluse+, HMD Pluse Pro.（2024年）

经典手机：
- 芭比翻盖手机（2024年）